# Чичканов, Пётр Николаевич
Пётр Никола́евич Чичка́нов (7 июля 1922, деревня Яманкасы, Чувашская АО —январь 2008, Киев)— чувашский писатель, поэт, переводчик, художник.
Исследователь творчества Сеспель Мишши. Внёс большой вклад в развитие чувашско-украинских литературных связей.
Член Союза журналистов СССР (1958), член Союза писателей СССР (1969).

## Биография
Пётр Чичканов родился в крестьянской семье 7 июля 1922 года в деревне Яманкасы Канашского района Чувашской автономной области. 
Художественное образование получил в Чебоксарском художественном училище. После профучёбы работал  литсотрудником в канашской районной газете «За социализм», затем – художником-ретушером в Чебоксарской типографии.
В годы Великой Отечественной войны окончил технико-артиллерийское училище. Участвовал в боях на Орловско-Курской дуге, на территории Белоруссии. После тяжелого ранения в начале 1945 года командование старшего лейтенанта-техника направило в газету «Сталинская гвардия» 1-й гвардейской танковой армии. До 1950 г. служил в многотиражной газете Киевского военного округа.
С 1950 года до конца жизни работал главным художником журнала «Украина».
В 1987-1988 годах работал в Чебоксарах художественным редактором журнала «Ялав» (Знамя).
Умер в январе 2008 года в Киеве.

## Произведения
- «Кăвар чĕре» (1965), (Горячее сердце)
- «Çĕнĕ кун ачи» (1989) (год — ?), (Ребенок Нового дня)
- «Сенкер Десна» (1992) (Голубая Десна)
- «Тарас» (1964),
- «Маленький камерире» (1983),
- «Священная земля Украины» (1984).

Перевёл на чувашский язык работы  И.П. Котляровского, Т.Г. Шевченко, П.Г. Тычины, П.И. Панча и других украинских поэтов.

## Награды
- Орден Отечественной войны I степени
- Орден Красной Звезды (дважды) (1943 и 1945)
- медаль «За отвагу» (1944)
- Заслуженный работник культуры Украинской ССР (1982)
- Заслуженный художник Чувашской АССР (1969)
- Лауреат премии имени Сеспель Мишши (2002)
- Лауреат премии Международной организации журналистов (1971)